# Sport w Będzinie
Na temat początków sportu w Będzinie istnieje niewiele materiałów źródłowych. W 1905 r. na Wzgórzu Zamkowym wybudowano Dom Towarzystwa Dobroczynności, gdzie mieszkańcy miasta mieli warunki do uprawiania ćwiczeń sportowych (gimnastyki). Jako boisko służył wtedy plac kościelny przy obecnej ul. Sączewskiego. W oparciu o tę bazę powstała w 1905 r. organizacja sportowa pod nazwą Towarzystwo Gimnastyczne „Sokół” w Będzinie będąca regionalnym oddziałem Polskiego Towarzystwa Gimnastycznego „Sokół”. Członkowie uprawiali gimnastykę, kolarstwo oraz piłkę nożną. Najpierw była to rekreacja, potem wyścigi odbywające się z inicjatywy cyklistów.
Regionalne oddziały „Sokoła” działały również w Łagiszy i w Grodźcu. Z zapisków kronikarskich wynika, że w 1924 r. odbyły się w Grodźcu okręgowe zawody gimnastyczno-sportowe. Najpopularniejszymi konkurencjami były: biegi na 100 m, skok w dal, skok wzwyż, rzut piłką palantową, rzut granatem, gimnastyka, tor przeszkód. Zawody rozgrywano na placu przy obecnej ul. Przechodniej, zwanej „księżą łąką”. Plac ofiarowano do bezpłatnego użytkowania przez miejscową parafię. Sport uprawiano również w Związku Harcerstwa Polskiego i w Związku Strzeleckim.
Duże ożywienie sportowe nastąpiło w okresie międzywojennym, w latach 1918–1939. Mimo różnych trudności, szczególnie ekonomicznych, następowała integracja, powstawały kluby i organizacje sportowe. W 1918 r. istniały następujące kluby sportowe: BKS „Sarmacja” Będzin, TS „Hakoah” Będzin, Klub Sportowy „Olimpia” Grodziec, Klub Sportowy „Solvay” Grodziec.
Działalność „Sokoła” i „Hakoahu” trwała do wybuchu II wojny światowej.
Kolejne ożywienie sportowe w mieście nastąpiło po II wojnie światowej. Już w 1945 r. do rozgrywek przystąpił: RKS „Zagłębianka” Będzin i RKS Grodziec, a następnie BKS „Sarmacja” Będzin, KS „Stal” Będzin, ZKS „Budowlani” Grodziec, KS „Gwardia” Będzin i LZS Łagisza.
Sportem masowym zajmowały się początkowo organizacje młodzieżowe szczególnie harcerstwo i Powszechna Organizacja Służby Polsce, szkoły i Komitety Kultury Fizycznej. Do popularnych imprez masowych w tym czasie należały: Biegi Narodowe, Marsze Jesienne, Lekkoatletyczny Czwórbój Przyjaźni. Wśród młodzieży nie brakowało chętnych do zdobywania odznak sportowych „Bądź Sprawny do Pracy i Obrony” i „Sprawny do Pracy i Obrony”.

## Nieistniejące już kluby sportowe

### PTG „Sokół” Będzin

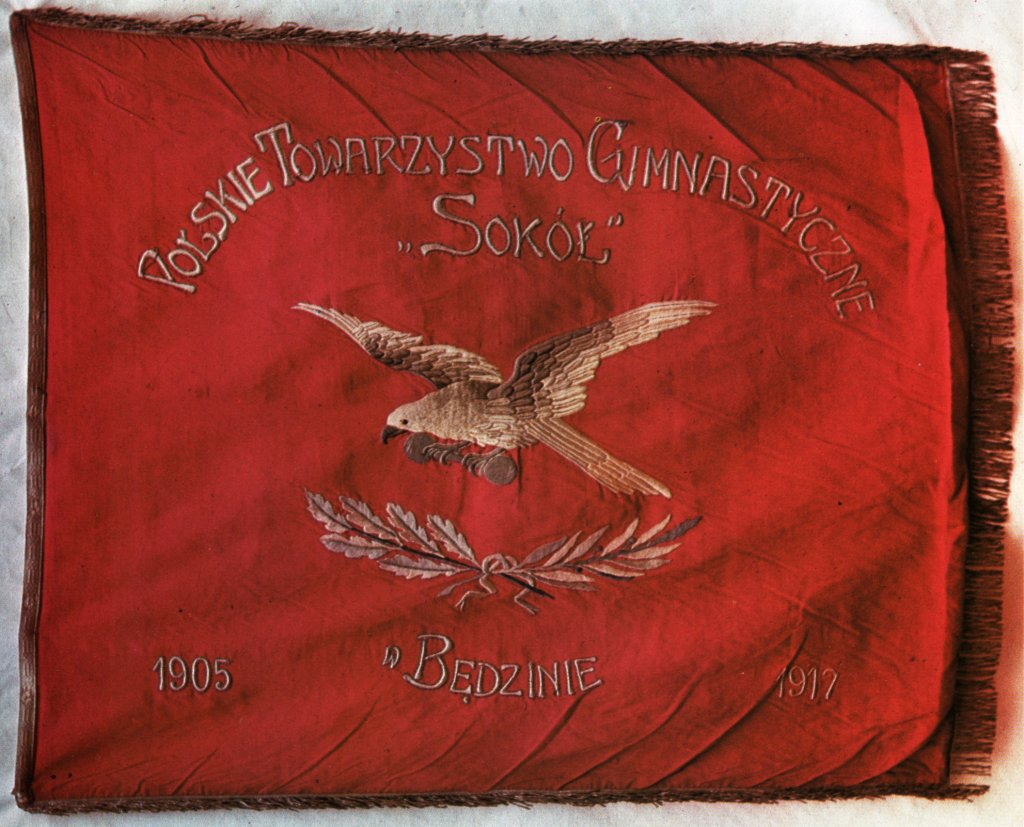
Towarzystwo Gimnastyczne „Sokół” w Będzinie

Towarzystwo Gimnastyczne „Sokół” w Będzinie – powstało w 1905 roku, jako jedno z pierwszych w zaborze rosyjskim (na początku swego działania, działała nielegalnie wyniku niechęci władz zaborczych). Organizacja ta miała swój plac do ćwiczeń przy ul. Sączewskiego na wprost Starostwa powiatowego. „Sokół” zakończył swą działalność na terenie Będzina w 1939. Po wojnie nie został reaktywowany. Komunistyczne władze PRL ostatecznie zdelegalizowały Towarzystwo i zakazały jego działalności na terenie kraju.
- Najstarsze polskie towarzystwo gimnastyczne. Zostało założone 7 lutego 1867 we Lwowie, od 1885 działało w Krakowie oraz w zaborze pruskim, a także nielegalnie w zaborze rosyjskim w 1905 (w którym był Będzin).

- „Sokół” miał na celu odrodzenie duchowe i fizyczne narodu, popularyzował gimnastykę, szermierkę, wioślarstwo, jeździectwo, kolarstwo i zapasy; prowadził też działalność kulturalno-oświatową, m.in. kształcenie nauczycieli gimnastyki, i niepodległościowo-patriotyczną.

- Organizacja sportowa i paramilitarna, scalona w 1919, działała do 1939. Po II wojnie światowej sokolstwo polskie zamarło w wyniku zakazu legalnej działalności przez PZPR. Na nowo „Sokół” odradza się w 1989, w niektórych miastach w Polsce (w Będzinie to jeszcze nie nastąpiło).

Marsz Sokołów (Hymn Sokoli) – pieśń powstała w połowie XIX w., będąca hymnem młodzieżowej organizacji sportowej i patriotyczno-wychowawczej „Sokół”. Autorem tekstu był Jan Lam, nauczyciel, powieściopisarz, satyryk, redaktor „Dziennika Polskiego”. Muzykę ułożył Wilhelm Czerwiński, kompozytor oper i operetek, mazurków i pieśni.

### Klub Tenisowy w Grodźcu
Klub Tenisowy w Grodźcu (dzielnica Będzina) powstał w latach 20. i skupiał przede wszystkim urzędników oraz absolwentów wyższych uczelni, a także miejscowych nauczycieli.
- Istniał przy Grodzieckim Towarzystwie Kopalń Węgla i Zakładów Przemysłowych.
  - Korty tenisowe urządzono przy Domu Kultury Kopalni „Grodziec” i także obok budynku urzędniczego Cementowni „Grodziec”.

Jednym z członków klubu był Karol Fabris – pracownik Kopalni „Grodziec” – późniejszy wiceminister górnictwa (w latach 1957–1971).
Klub zakończył działalność wraz z wybuchem II wojny światowej.

### Klub Sportowy „Solvay” Grodziec
Klub Sportowy „Solvay” Grodziec – klub sportowy z Grodźca (dzielnicy Będzina).
Powstał w 1929/1930 r. po zlikwidowaniu Grodzieckiego klubu „T.U.R.”, był klubem Zakładowym Solvay przy Cementowni Grodziec.
- Klub posiadał sekcje: piłki nożnej, piłki siatkowej, koszykówki, ping-ponga, tenisa ziemnego oraz sekcję szybowcową.

- Baza sportowa:
  - korty tenisowe przy ul. Piłsudskiego (z prawdziwego zdarzenia), oświetlone i działające do późnych godzin (siatkarze, koszykarze, tenisiści), zimą zamieniane na lodowisko
  - boisko do piłki nożnej przy ul. Szybowcowej (piłkarze)
  - hangar szybowcowy z zapleczem na wzgórzu Parcina

Tradycje tego klubu po II wojnie światowej kontynuował ZKS „Budowlani” Grodziec.

### Zakładowy Klub Sportowy „Budowlani” Grodziec
Zakładowy Klub Sportowy „Budowlani” Grodziec – klub sportowy Grodźca (z dzielnicy Będzina).
Powstał po 1945 r., utrzymywany i sponsorowany przez Cementownię Grodziec,
był następcą innego przedwojennego Klubu Zakładowego „Solvay”(1929/1930 – 1939).
- - Na początku miał tylko jedną sekcję piłki nożnej, a rozgrywki w tym czasie prowadzono na własnym boisku Cementowni „Grodziec”.

- - Po 1946 r. powstały także sekcje piłki siatkowej i tenisa stołowego. Sekcje te zostały zlikwidowane w latach 60., kiedy zostały pozbawione zaplecza sportowego (tj. hali do rozgrywek siatkówki i tenisa stołowego).

- - W 1958 r. drużyna piłkarska „Budowlanych” awansowała do 3 ligi Zagłębia. W 3 lidze Zagłębia grały wtedy drużyny: „Płomienia” Milowice, „Skra” Częstochowa, „Victoria” Częstochowa, RKS Raków Częstochowa, AKS „Niwka”, „Sarmacja” Będzin, „Zagłębianka” Dąbrowa Górnicza oraz „Warta” Zawiercie.

Sekcja piłki nożnej została zlikwidowana wraz z likwidacją Cementowni Grodziec w 1979 roku.

### TS „Hakoah” Będzin
Towarzystwo Sportowe „Ha-koah” (hebr. „Siła”) Będzin – założone w 1913,
był to żydowski klub piłkarski,
najbardziej znana z żydowskich drużyn sportowych na terenie miasta.
Siedziba towarzystwa mieściła się w domu należącym do Dawida Żmigroda przy ul. Kołłątaja 45.
Boisko sportowe znajdowało się przy ul. Kościuszki (w miejscu dzisiejszego dworca PKS-u).

Działalność swoją towarzystwo zakończyło wraz z wybuchem II wojny światowej.

### KS „Stal” Będzin
Hutniczy Klub Sportowy (HKS) "Stal" Będzin został założony w 1946 r., początkowo pod nazwą Klub Sportowy "Huta Będzin" i prowadził sekcje piłki nożnej i tenisa stołowego.

### RKS „Zagłębianka” Będzin
Klub sportowy Zagłębianka Będzin założony został założony 1914 roku, w latach 1918-1920 występował jako KS Orzeł Będzin, a następnie w latach 1920-1950 jako Zagłębianka Będzin. W 1950 klub przyporządkowano do zrzeszenia Górnik i do roku 1956 występował jako Górnik Będzin.
W roku 1961 dokonano korekty granic pomiędzy Będzinem i Dąbrową Górniczą, w wyniku czego stadion Zagłębianki leżący w dzielnicy Ksawera znalazł się w granicach administracyjnych Dąbrowy Górniczej i klub zmienił nazwę na Zagłębianka Dąbrowa Górnicza. W 1997 Zagłębiankę połączono z Zagłębiem Dąbrowa Górnicza tworząc nowy klub Zagłębiak Dąbrowa Górnicza

### MBKS „Pogoń” Łagisza
MBKS „Pogoń” Łagisza – Międzyzakładowy będziński klub sportowy z istniejący od 1992 r. przez 16 lat i grający tylko w B-klasie na boisku do piłki nożnej w dzielnicy Łagisza.
- Linki zewnętrzne:

Strona internetowa klubu

## Istniejące kluby sportowe

### MOS Będzin
MOS Będzin to klub sportowy, którego celem jest szkolenie młodzieży z Będzina i okolicznych miejscowości, w różnych dyscyplinach sportowych.
- Informacje ogólne

Pełna nazwa: Międzyszkolny Ośrodek Sportowy Będzin
Adres: ul. Sportowa 6, 45-500 Będzin
- Sekcje sportowe

-Piłki nożnej
-Piłki siatkowej (chłopców)
-Piłki koszykowej
-Lekkiej atletyki
-Judo

### TKKF Będzin
TKKF to organizacja zrzeszająca i propagująca rekreację sportową oraz sportowy tryb życia dla mieszkańców i pracowników będzińskich zakładów pracy, jak i innych pobliskich miejscowości.
- Informacje ogólne

Pełna nazwa: Towarzystwo Krzewienia Kultury Fizycznej Będzin
Adres: siedzibą towarzystwa jest budynek administracyjny OSIR-u przy ul. Sportowej 6
- Historia

TKKF prowadzi działalność związaną z propagowaniem rekreacji fizycznej wśród dzieci i młodzieży oraz osób dorosłych.
W ramach TKKF na terenie miasta działają następujące koła:"AMAZONKA”, „AUT” przy Elektrowni Łagisza, „ELEKTRON” przy Fabryce Przewodów Energetycznych, „AMATOR” przy zajezdni tramwajowej, „HYDROKON” przy MPWiK .
TKKF Będzin jest współorganizatorem imprez sportowo-rekreacyjnych odbywających się na terenie miasta.

### BKS Sarmacja Będzin

Afisz towarzyskiego meczu piłki nożnej Victoria Częstochowa – RKS Będzin, 23.03.1947 r.

- sekcja piłki nożnej / (www)

### RKS Grodziec
- sekcja piłki nożnej / (www)
- sekcja piłki siatkowej
- sekcja motorowa

### MKS MOS Będzin
- sekcja piłki siatkowej / (www)

### Klub Jeździecki „Amigo”Grodziec
- sekcja jazdy konnej / (www)

### Automobilklub „Zamkowy”w Będzinie
- sekcja motorowa[3]

### Zagłębie Steelers
- sekcja futbolu amerykańskiego / (www)

### Klub Sportowy „BuJuKan”
- sekcja Aikido (www)

## Obiekty sportowe
- Stadion miejski OSiR
- Stadion piłkarski „Zagłębianka” na Ksawerze
- Hala sportowa „Łagisza”
- Hala sportowa przy SP nr 4 na Ksawerze
- Boisko do piłki nożnej przy ul. Kijowskiej w Grodźcu
- Boisko do piłki nożnej przy ul. Parkowej w Łagiszy
- Kryta pływalnia na Ksawerze
- Kompleks boisk ze sztuczną nawierzchnią trawiastą oraz oświetleniem przy OSiR
- 6 Dzielnicowych Centrów Sportu
- Korty tenisowe przy ul. Sportowej